# Olsen-bandens sidste bedrifter
Olsen-bandens sidste bedrifter é um filme de drama dinamarquês de 1974 dirigido e escrito por Erik Balling e Henning Bahs. Foi selecionado como representante da Dinamarca à edição do Oscar 1975, organizada pela Academia de Artes e Ciências Cinematográficas.

## Elenco
- Ove Sprogøe – Egon Olsen
- Morten Grunwald – Benny Frandsen
- Poul Bundgaard – Kjeld Jensen
- Bjørn Watt-Boolsen – John Morgan
- Jes Holtsø – Børge Jensen
- Kirsten Walther – Yvonne Jensen
- Axel Strøbye – Kriminalassistent Jensen
- Ole Ernst – Politiassistent Holm
- Ove Verner Hansen – Bøffen